# Bang Khla (huyện)
Bang Khla (tiếng Thái: บางคล้า) là một huyện (‘‘amphoe’’) thuộc tỉnh Chachoengsao, miền trung Thái Lan.

## Lịch sử
Huyện Bang Khla được lập năm 1901. Văn phòng huyện lúc đó nằm ở Wat Mai Bang Khla, nay thuộc tambon Ban Suan. Bang Khla là tên của làng Ban Bang Khla nằm ở Khlong (kênh đào) Bang Khla. Do huyện lỵ không nằm ở trung tâm của huyện, chính quyền huyện đã dời đến tambon Tao Sura, cách chỗ cũ 5 km. Sau này chính quyền đã đổi tên tambon thành Bang Khla để phù hợp với tên huyện.

## Địa lý
Các huyện giáp ranh là (từ phía đông theo chiều kim đồng hồ) Ratchasan, Plaeng Yao, Ban Pho, Mueang Chachoengsao, Khlong Khuean thuộc tỉnh Chachoengsao và Ban Sang của tỉnh Prachinburi.
Nguồn nước quan trọng của vùng này là Bang Pakong River.

## Hành chính
Huyện này được chia thành 8 phó huyện (tambon), các đơn vị này lại được chia thành 56 làng (muban). Bang Khla and Pak Nam là hai thị trấn (thesaban tambon), mỗi thị trấn nằm trên toàn lãnh thổ của tambon cùng tên. Ngoài ra có 8 tổ chức hành chính tambon (TAO).
| 1.  | Bang Khla     | บางคล้า    |  |
| 4.  | Bang Suan     | บางสวน    |  |
| 8.  | Bang Krachet  | บางกระเจ็ด |  |
| 9.  | Pak Nam       | ปากน้ำ     |  |
| 10. | Tha Thonglang | ท่าทองหลาง |  |
| 11. | Sao Cha-ngok  | สาวชะโงก  |  |
| 12. | Samet Nuea    | เสม็ดเหนือ  |  |
| 13. | Samet Tai     | เสม็ดใต้    |  |
| 14. | Hua Sai       | หัวไทร     |  |

Con số mất là tambon nay tạo thành huyện Khlong Khuean.